# Сеслерія болотяна
{{#ifeq:0|0|{{#if:|{{#if:Sesleriacaerulea|[[]}}|}}}}
Сеслерія болотяна (Sesleria caerulea) — вид трав'янистих рослин родини тонконогові (Poaceae). Етимологія: лат. caerulea — «синій».

## Опис
Стебла до 45 см. Язичок надзвичайно короткий. Листя блакитнувате, шириною 0.3 см і довжиною 25 см. Волоті 1–3 см, яйцеподібні, зазвичай синювато-фіолетового відтінку. 2n=28.

## Поширення
Європа: Естонія, Латвія, Литва, Росія, Україна, Австрія, Бельгія, Чехія, Німеччина, Угорщина, Нідерланди, Польща, Словаччина, Швейцарія, Фінляндія, Швеція, Велика Британія, Болгарія, Хорватія, Італія, Румунія, Сербія, Словенія, Франція, Іспанія. Населяє кам'янисті луки, ущелини, осипи, вапняки, вапняні слюди-сланці.

## Галерея

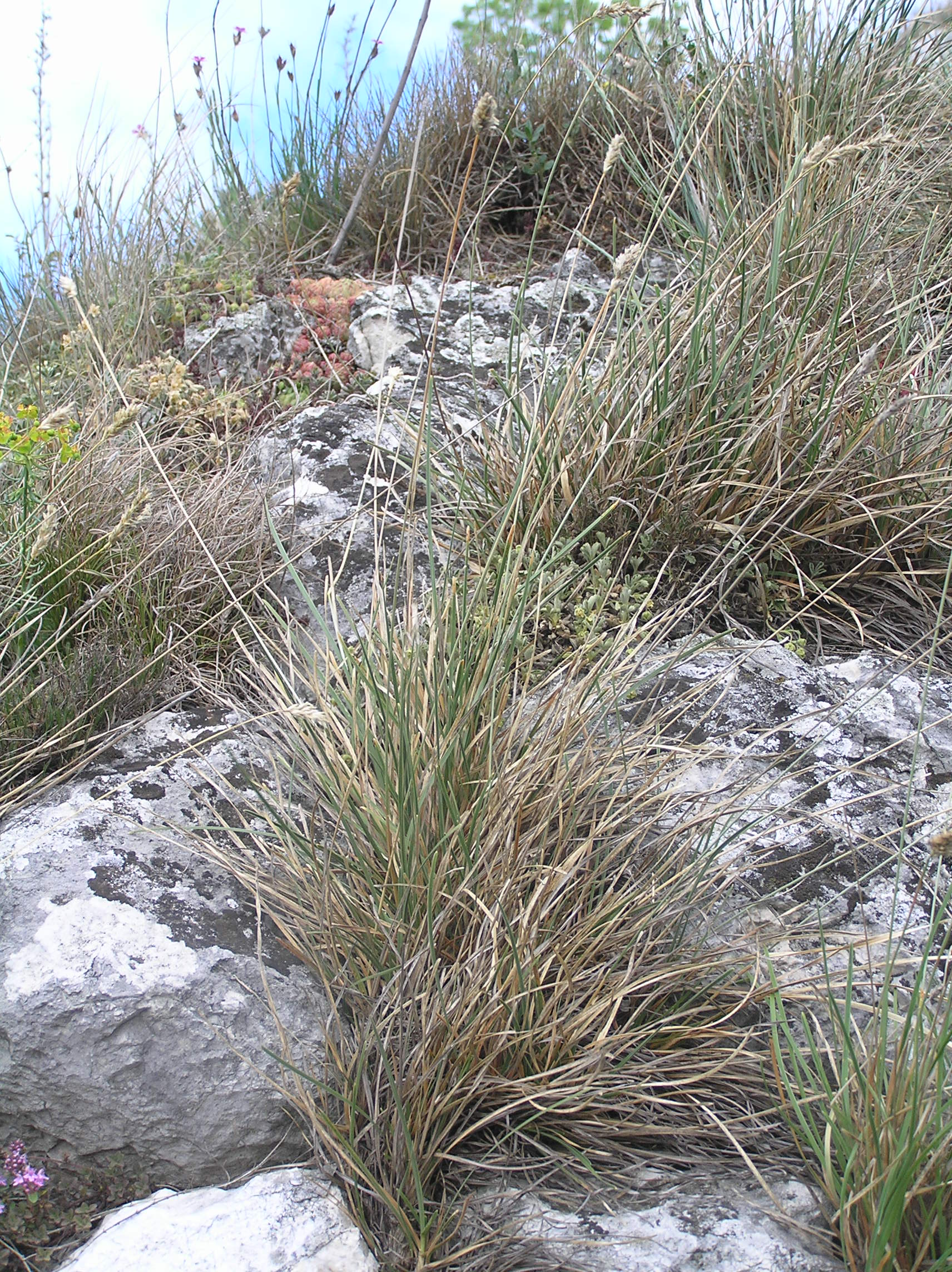
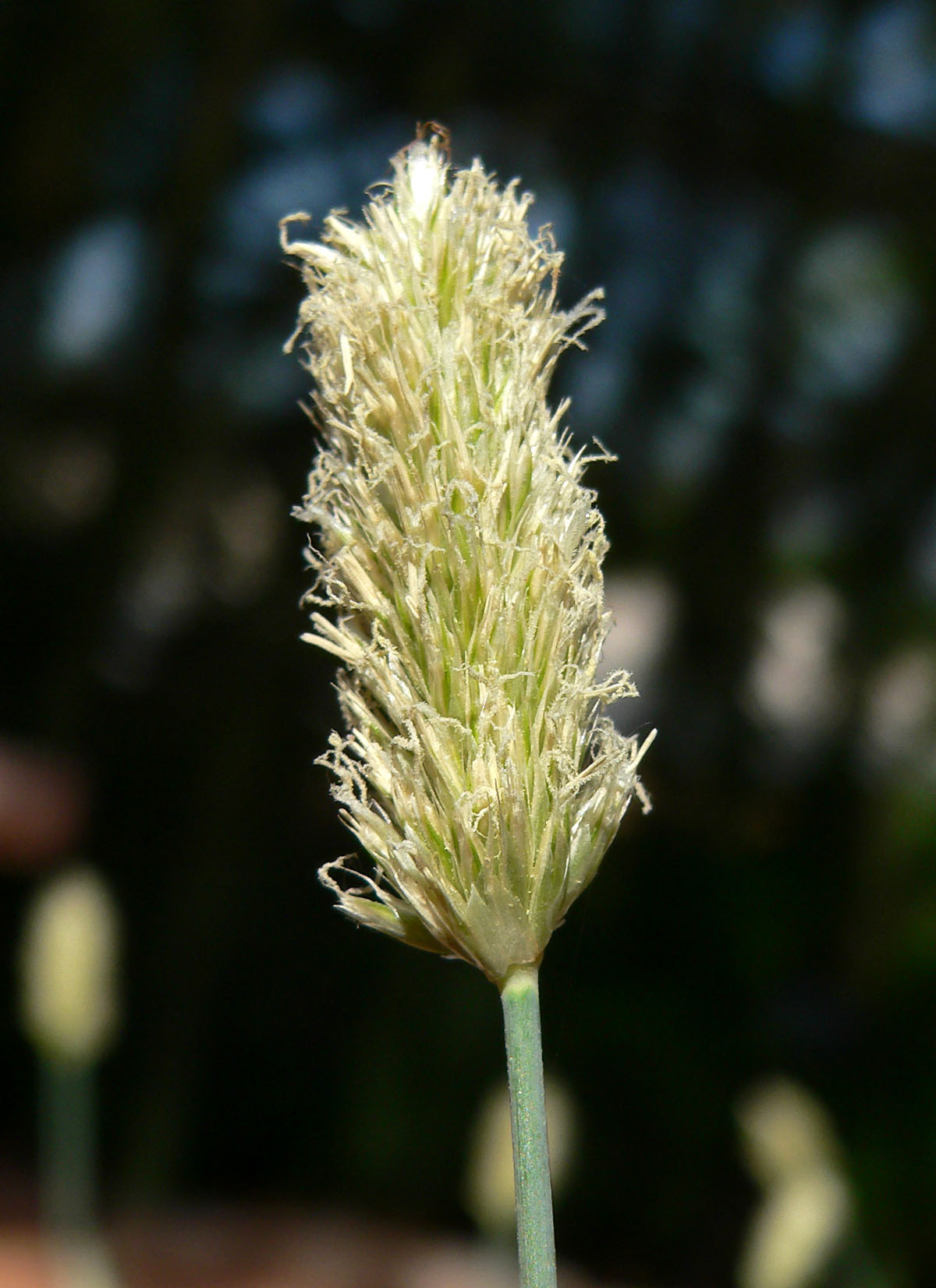